# Festina-Affäre
Die Festina-Affäre war ein Doping-Skandal während der Tour de France 1998.

## Aufdeckung
Die bis zu diesem Zeitpunkt größte Dopingaffäre der Sportgeschichte erschütterte das wichtigste Radrennen der Welt, nachdem bei Willy Voet, einem Betreuer des Radsportteams Festina mit den Favoriten Richard Virenque und Alex Zülle, große Mengen unerlaubter Substanzen gefunden worden waren. Es handelte sich hauptsächlich um Erythropoetin (EPO), ein Hormon, welches die Erythropoese, also die Bildung neuer Erythrozyten (roter Blutkörperchen) reguliert und anregt. Auf diese Weise ist es möglich, größere Mengen an Sauerstoff im Blut zu transportieren.
Willy Voet, der über das Doping genauestens Buch geführt hatte, sagte gegenüber der Staatsanwaltschaft aus und veröffentlichte 1999 sein Enthüllungsbuch „Massacre à la chaine“, das 30 Jahre Dopingpraxis beschreibt.
Die Staatsanwaltschaft führte mehrere Razzien in den Mannschaftshotels durch. Die Ermittlungen ergaben, dass bei Festina ein flächendeckendes Doping praktiziert worden war. Diese Entdeckung verdeutlichte auch die Unwirksamkeit der damaligen Dopingkontrollen: Keiner der Festina-Fahrer war positiv getestet worden. Die Mannschaft wurde nach der siebten Etappe von der Tour de France ausgeschlossen. Auch TVM-Farm Frites wurde ausgeschlossen. Die spanischen Mannschaften zogen sich aus Protest gegen die Ermittlungsmethoden der französischen Behörden von der Tour zurück.
Nach anfänglichem Leugnen gab Zülle die Einnahme verbotener Mittel zu und wurde ein halbes Jahr gesperrt. Virenque hingegen beschwor lange Zeit seine Unschuld, bis er schließlich 2000 vor Gericht ebenfalls die Einnahme verbotener Mittel zugab und danach ein halbes Jahr gesperrt wurde. Laurent Dufaux wurde sieben Monate gesperrt, Christophe Moreau und Didier Rous fünf Monate. Auch Laurent Brochard gestand EPO-Doping und wurde von der UCI gesperrt.
Die Tour de France 1998, die lange Zeit vor dem Abbruch stand, wurde schließlich von Marco Pantani gewonnen, der dann ein Jahr später selbst wegen eines erhöhten Hämatokritwerts vom Giro d’Italia ausgeschlossen wurde.
Für Festina als Marke hat sich der Skandal bezahlt gemacht, da sie zunächst ihrem Team und auf Dauer dem Radsport die Treue hielten. Während andere Unternehmen mit solchen Skandalen ihr Engagement beendet hätten, nutzte Festina den Skandal selbst als unterstützende Marketingmaßnahme.